# NGC 4708
NGC 4708 este o galaxie spirală situată în constelația Fecioara. A fost descoperită în 11 martie 1788 de către William Herschel. Se află la o distanță de 57,28 de megaparseci de Pământ.